# Sziklák szeme (film, 2006)
A Sziklák szeme (eredeti cím: The Hills Have Eyes) 2006-ban bemutatott horrorfilm, melyet Alexandre Aja rendezett. A forgatókönyvet Aja és Grégory Levasseur írta (mindkettőjüknek ez volt az első angol nyelvű filmje), Wes Craven 1977-es, azonos című filmjének feldolgozásaként. A főbb szerepekben Aaron Stanford, Kathleen Quinlan, Vinessa Shaw, Emilie de Ravin, Dan Byrd, Robert Joy és Ted Levine látható.
Az Amerikai Egyesült Államokban és az Egyesült Királyságban 2006. március 10-én került a mozikba. Bevételi szempontból jól teljesített, ugyanakkor megosztotta a kritikusokat.

## Cselekmény
A film elején egyenruhás kutatók egy csoportja látható, amint egy katonai bázis körül kutakodnak. Hirtelen egy Plútó nevű csákányos mutáns támadja meg őket, mindannyiukkal végezve. Ethel Carter és férje, Bob Carter visszavonult nyomozó az ohiói Clevelandből lakókocsikkal az új-mexikói sivatagon keresztül San Diegóba utaznak, hogy megünnepeljék ezüstlakodalmukat. Velük tart lányuk Brenda, fiuk Bobby, legidősebb lányuk Lynn, Lynn férje Doug, babájuk Catherine és német juhászkutyáik, Szépség és Szörnyeteg. Megállnak egy benzinkútnál, ahol az idős benzinkutas egy másik útvonalat javasol a hegyeken keresztül, azt állítva, ezzel néhány órát megspórolhatnak. Nem sokkal később rejtett tüskék lyukasztják ki a teherautó és a lakókocsi összes gumiabroncsát.
Bob és Doug ellentétes irányba indulnak segítséget keresni, míg a család többi tagja a lakókocsinál marad. Szépség elszalad a környékbeli hegyekbe. Bobby az állatot keresve sétálgat, végül megtalálja annak megcsonkított testét. Elborzadva menekül vissza a lakókocsihoz, de útközben lezuhan a hegyről és eszméletét veszti. Egy félénk női mutáns, Ruby megvédi őt a testvérétől, Goggle-től. Közben Bob visszaérkezik a benzinkútra. A benzinkút átvizsgálásakor újságkivágásokat talál a falon, amelyek különböző eltűnésekről szólnak a környéken. Az amerikai kormány nukleáris kísérleteket végzett egy bányavárosban, ami torz mutánsokat hozott létre az egykori lakókból. Ezután a benzinkút tulajdonosa öngyilkosságot követ el. Bob megpróbál elmenekülni az egyik otthagyott autóval, de a mutánsok vezetője, Jupiter papa megtámadja.
Brenda rátalál Bobby-ra, Doug is visszatér az autópálya felé tartott útjáról, ami helyett hatalmas krátert talált tele számos elhagyott autóval és egyéb holmival. Amikor Jupiter papa üldözni kezdi, Bobby elmeséli történetét Dougnak és Lynnnek, ekkor Plútó és Gyík betör a lakókocsiba. Megtámadják és megerőszakolják Brendát, aki Catherine-nel együtt a lakókocsiban maradt, míg a többiek figyelmét a fához kötözött és felgyújtott Bobbal vonták el. Lynn és Ethel visszatérnek a lakókocsihoz, de Gyík mindkettőjüket lelövi. Elrabolja Catherine-t és elmenekül Plutóval. Doug és Bobby visszatérve felfedezik a vérengzést; Lynn és Ethel nem sokkal később meghalnak.
Másnap reggel Doug és Szörnyeteg elindulnak Catherine megmentésére. A bányaváros barlangrendszerén keresztül elhagyatott nukleáris kísérleti falura bukkan, ahol azonban egy Nagymama névre hallgató mutáns nő leüti a férfit. Egy jégszekrényben ébredve megszökik, és találkozik Nagy Aggyal, aki feltárja előtte a mutánsok eredetét. Plútó hirtelen megjelenik és megtámadja Dougot, de annak sikerül felülkerekednie: saját fejszéjével megöli őt, mielőtt megölne egy másik mutánst, Cystát is. Miután megparancsolta Gyíknak, ölje meg Catherine-t, Nagy Agyat halálra marcangolja Szörnyeteg. Ruby titokban elrabolja a babát Gyíktól, és a hegyeken át elmenekül.
A lakókocsiban Brenda és Bobby csapdát építenek, amelyet felrobbantanak, amint Brendát megtámadja Jupiter. Eközben Doug utoléri Rubyt, de Gyík megtámadja őket, mielőtt Ruby átadhatná Catherine-t. Dulakodás alakul ki, Dougnak sikerül legyőznie őt Cyst puskájával. Ruby ezután visszaadja Dougnak a lányát. A még mindig életben lévő Gyík Dougra céloz a puskával, de Ruby önfeláldozó módon letaszítja Gyíkot egy szikláról, így mindketten a halálba zuhannak.
Bobby és Brenda megtalálja a csapdájukból megsebesült Jupitert, és Brenda egy csákánnyal végez vele, mielőtt a testvérek újra találkoznának Douggal, Catherine-nel és Szörnyeteggel. Miközben a Carter család túlélői megölelik egymást, egy ismeretlen mutáns távcsövön keresztül figyeli őket a távolból.

## Szereplők
| Színész          | Szerep               | Magyar hang        |
| ---------------- | -------------------- | ------------------ |
| Aaron Stanford   | Doug Bukowski        | Simonyi Balázs     |
| Kathleen Quinlan | Ethel Carter         | Menszátor Magdolna |
| Vinessa Shaw     | Lynn Carter-Bukowski | Hámori Eszter      |
| Emilie de Ravin  | Brenda Carter        | Solecki Janka      |
| Dan Byrd         | Bobby Carter         | Molnár Levente     |
| Ted Levine       | Bob Carter           | Barbinek Péter     |
| Tom Bower        | benzinkutas          | Izsóf Vilmos       |

Mutánsok
| Színész              | Szerep       | Magyar hang    |
| -------------------- | ------------ | -------------- |
| Billy Drago          | Jupiter papa | Garai Róbert   |
| Robert Joy           | Gyík         | Katona Zoltán  |
| Desmond Askew        | Nagy Agy     |                |
| Ivana Turchetto      | Nagymama     | nem szólal meg |
| Ezra Buzzington      | Goggle       |                |
| Michael Bailey Smith | Plútó        | Seder Gábor    |
| Judith Jane Vallette | Vénusz       |                |
| Adam Perrell         | Merkúr       |                |
| Gregory Nicotero     | Cyst         |                |
| Laura Ortiz          | Ruby         | Szabó Gertrúd  |

## Fogadtatás

### Bevételi adatok
A Sziklák szeme bevételi sikert aratott: összesen 2521 észak-amerikai moziban játszották, a nyitóhétvégén 15 708 512 dollárt hozott. Összesen 41 778 863 dolláros bevételt termelt az Egyesült Államokban és 70 millió dollárt világszerte, ami több mint négyszeresen meghaladta a film költségvetését.
A nyitóhéten a harmadik helyen végzett a jegypénztáraknál. Összesen 105 napig, azaz 15 hétig volt a mozikban, az utolsó bemutató 2006. június 22-én volt.

## Folytatás
A folytatást 2007. március 23-án mutatta be a mozikban a Fox Atomic.

## Fordítás
- Ez a szócikk részben vagy egészben  a   The Hills Have Eyes (2006 film) című angol Wikipédia-szócikk fordításán alapul.  Az eredeti cikk szerkesztőit annak laptörténete sorolja fel. Ez a jelzés csupán a megfogalmazás eredetét és a szerzői jogokat jelzi, nem szolgál a cikkben szereplő információk forrásmegjelöléseként.